# Hydrodendron laxum
Hydrodendron laxum är en nässeldjursart som först beskrevs av John Fraser 1938.  Hydrodendron laxum ingår i släktet Hydrodendron och familjen Haleciidae. Inga underarter finns listade i Catalogue of Life.